# Kamarás

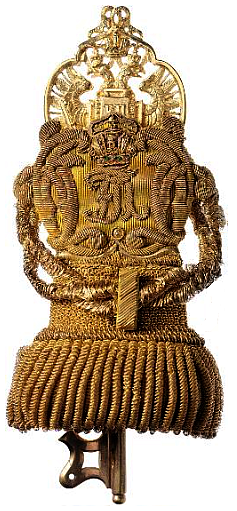
Kamarai kulcs 1849 és 1870 között Ferenc József császár idejétől, arany rojton függő aranykulcs

A kamarási (latinul camerarius) intézmény régi keletű (kincstartó, kamerárius, kincstáros, tárnok, császári királyi aranykulcsos), és Európa-szerte szokásos volt a királyi udvaroknál.

## Története
A Habsburgoknál és a német királyi udvarokban a középkor óta dívott. A bécsi udvarba a Kasztíliában nevelkedett I. Ferdinánd – 1527-ben kiadott udvari rendtartásában (Hofordnung) – vezette be a pozíciót, amelyet kezdetben csak három fő töltött be, akik az uralkodó számára tényleges napi szolgálatot végeztek (öltözködésnél, vagy kíséretként  az utazások során). A kamarások, udvarnokok általában királyi lakok előtermében tartottak udvari szolgálatot. Mivel ez személyi szolgálat volt, kitüntetésnek számított. A Habsburgok a kamarási méltóságot nemesi származáshoz kötötték. A követelmények az idők folyamán változtak. Mária Terézia uralkodása alatt 1760-ig öt nemesi őst kellett csak igazolni, mégpedig apai vonalon a dédapáig, anyain a nagyapáig. 1760-ban emelték a követelményeket az apai ágon nyolc, anyain négy ősre.
Már I. Ferdinánd idejében erőteljes számbeli növekedés és funkcionális változás következett be, a 17. század második felére a kamarások száma  elérte az 500 főt, Mária Terézia halálának évében pedig az 1500-at, s így elkülönültek a „valóságos” és a „címzetes, rendkívüli” funkciót gyakorlók. A címért fizetni kellett a jelölteknek, kezdetben 100, 200, de 1765-ben már 1000 forintot.
A magyar őspróbák ettől eltértek. I. Ferenc osztrák császár, magyar király 1824. évi rendelete értelmében a magyar urak őspróbáját hét ősben állapították meg. Hat apai nemes őst kellett kimutatniuk és nemes anyát. Később a követelményeket egységesítették. A 19. század második felében 1898-ig 8 apai és 4 anyai őst kellett a magyaroknak igazolniuk a kamarási cím elnyeréséhez, ezt követően pedig 8 apait és 8 anyait.
A kamarásságot előkelő állású polgári és katonai személyek nyerhették el. Később már nem járt udvari szolgálattal, sokszor csak cím volt. Külső jelvénye az arany rojton függő arany kulcs, melyet a „Rock”, vagyis a kabát jobb hátsó oldalán, a csípő tájon kellett hordani, kis arany zsinóron. A kinevezés ünnepélyes eskütétellel járt, melyet a bécsi főkamarási hivatalban kellett letenni.
Nőknél hasonló cím volt a Gonzaga Eleonóra királyné által 1668-ban alapított Csillagkeresztes Rend, csillagkeresztes hölgy  (latinul: Stellatae Crucis Domina) kitüntetés.